# Wampi
Clausenia lansium
Espèce
Classification APG III (2009)
Synonymes
- Aulacia punctata Raeusch.[1]
- Clausena punctata (Retz.) Rehder & E.H.Wilson[1]
- Clausena wampi (Blanco) Oliv.[1]
- Cookia punctata Sonn.[1]
- Cookia wampi Blanco[1]
- Quinaria lansium Lour.[1]
- Sonneratia punctata (Sonn.) J.F. Gmel.[1]

Le wampi ou vampi (Clausena lansium) est une espèce d'arbre fruitier persistant de la famille végétale qui produit les agrumes, c'est-à-dire la famille des Rutacées, originaire de Chine du sud (Taiwan, Fujian (6 variétés), Guangdong (8 variétés), Hainan, Guangxi, le sud du Guizhou, Yunnan et Sichuan) il a été introduit dans de nombreuses régions tropicales et subtropicales.

## Dénomination
En Chine, principal pays producteur il est nommé 黃皮 - 黄皮 (Huáng pí - huáng pí) peau jaune ou aussi 稱黃彈、黃彈子、黃段、黃皮子、黃皮果、黃皮葉、毛黃皮、果子黃 、油梅及、油皮, (Chēng huáng dàn, huáng dànzǐ, huáng duàn, huáng pízi, huáng pí guǒ, huáng pí yè, máo huáng pí, guǒzi huáng, yóu méi jí, yóupí), au Viêt Nam Hồng bì ou giổi , au Japon ワンピ [黄皮、黄皮木、黄枇] (Wanpi [huáng pí, huáng pí mù, huáng pí])

## Description

### Cultivars
Il existe de nombreux cultivars, maturité de précoce à tardive, à fruits ronds sucrés jaunes à maturité à gros ou à petit noyau, généralement juteux; à fruits ovales aigre-doux, ou encore cordiforme plus ou moins acides. La collection de 184 cultivars du Germplasm Resource Nursery of Wampee du Guangzhou a montré (2019) une diversité considérable des compositions par exemple la teneur en acide citrique allait de 0,54 à 25,12 g/l (moyenne de 11,8 g/l).

## Utilisation

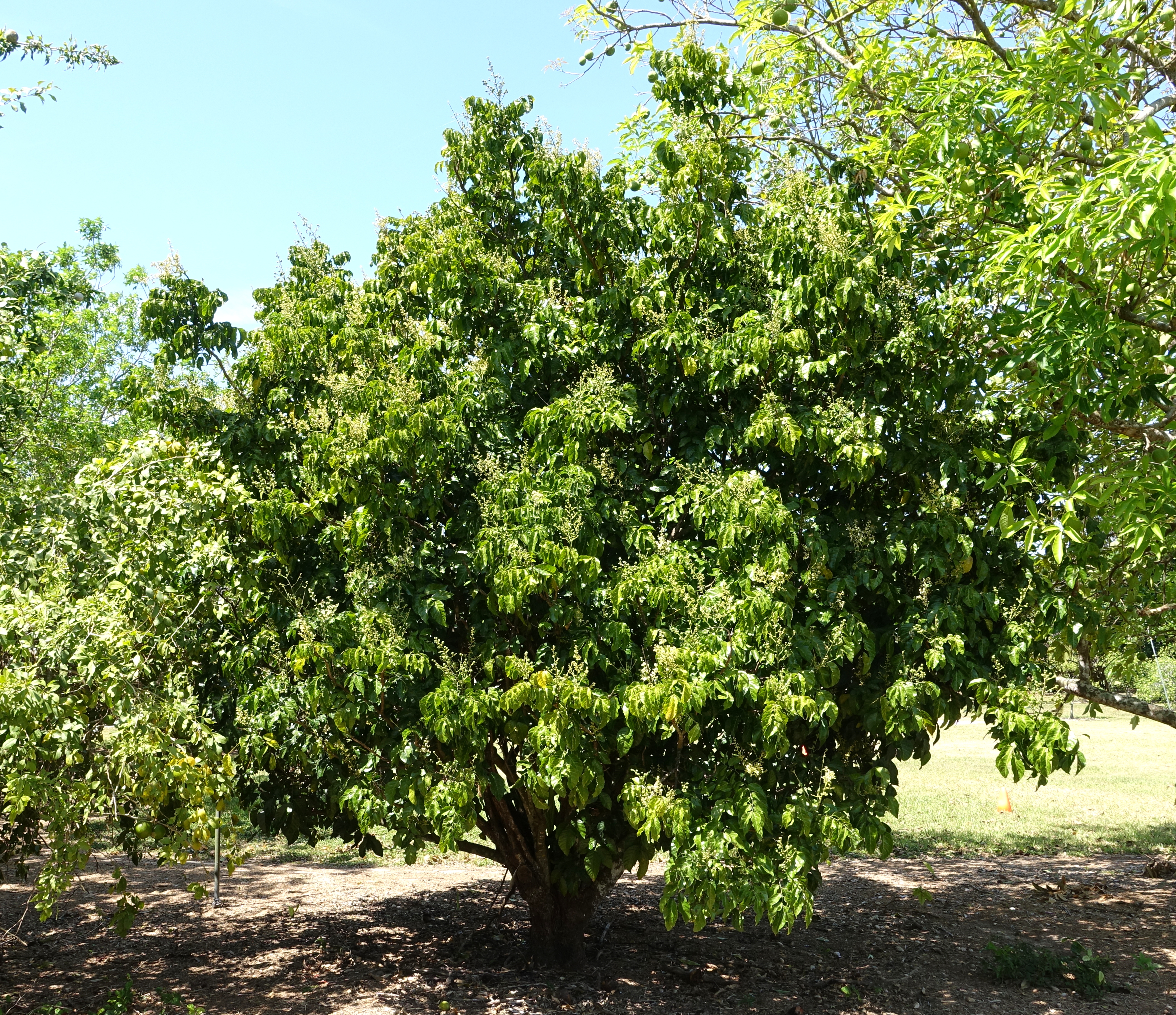
Aspect général.
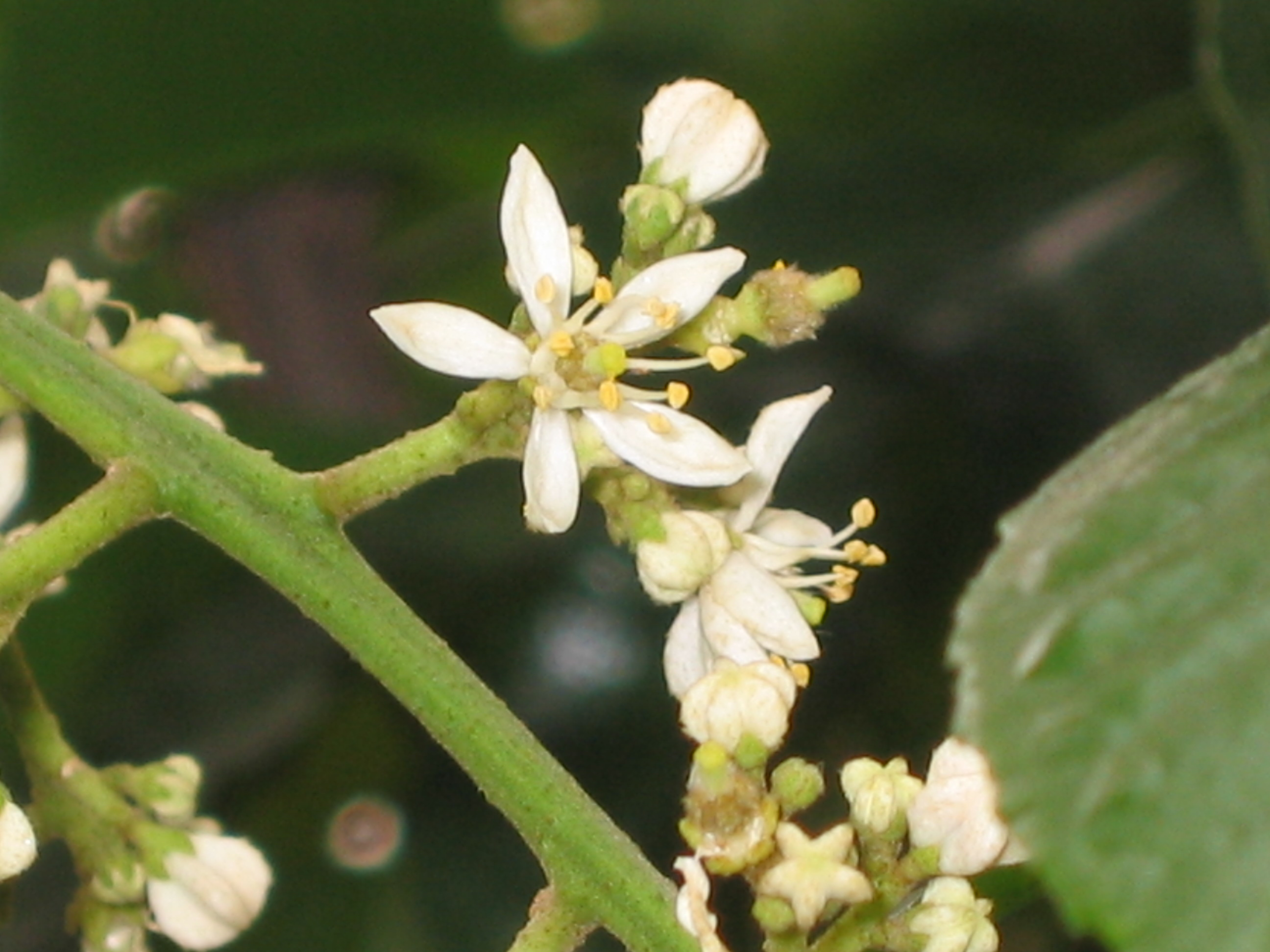
Fleurs de wampi.
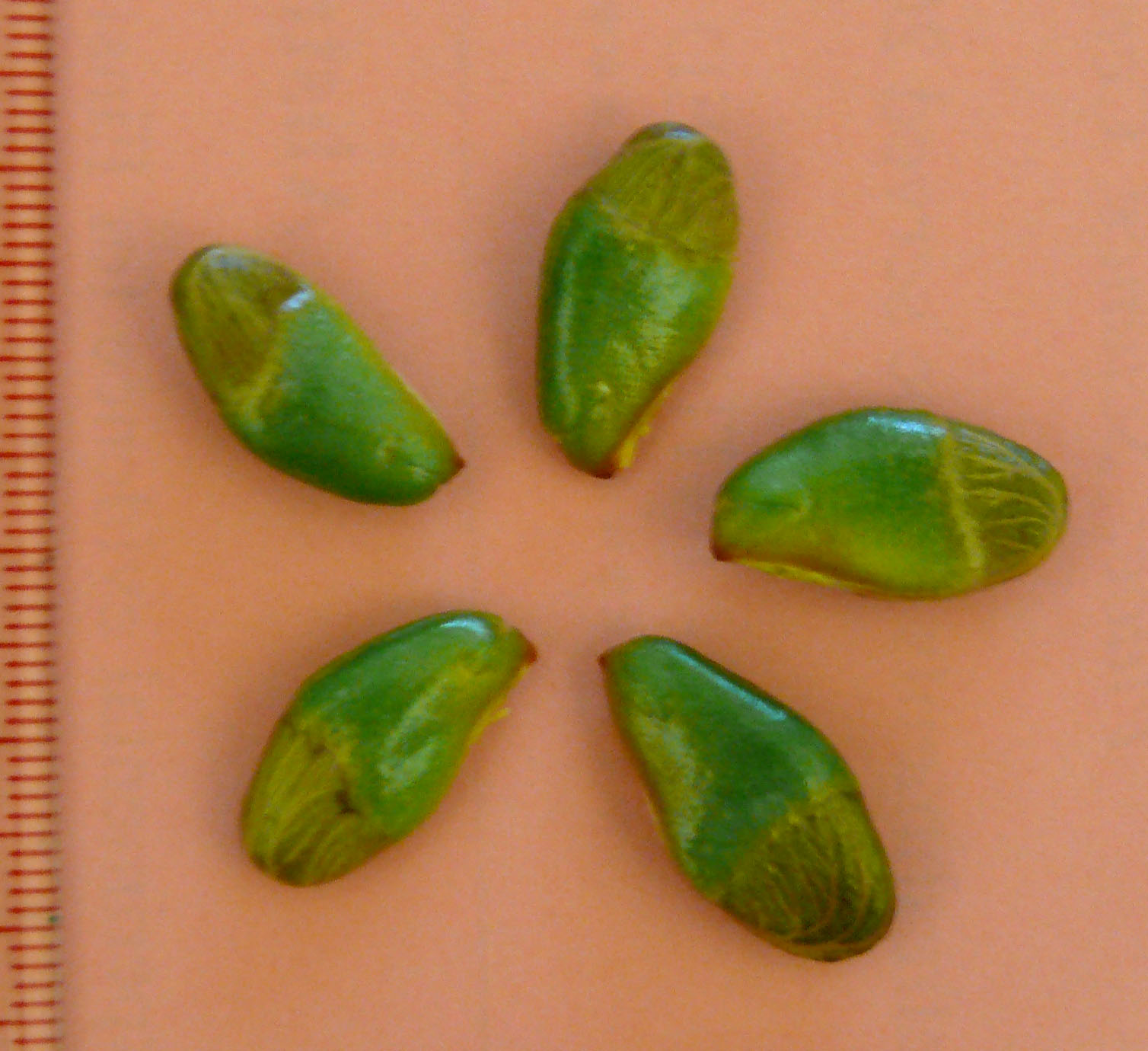
Graines fraîches.
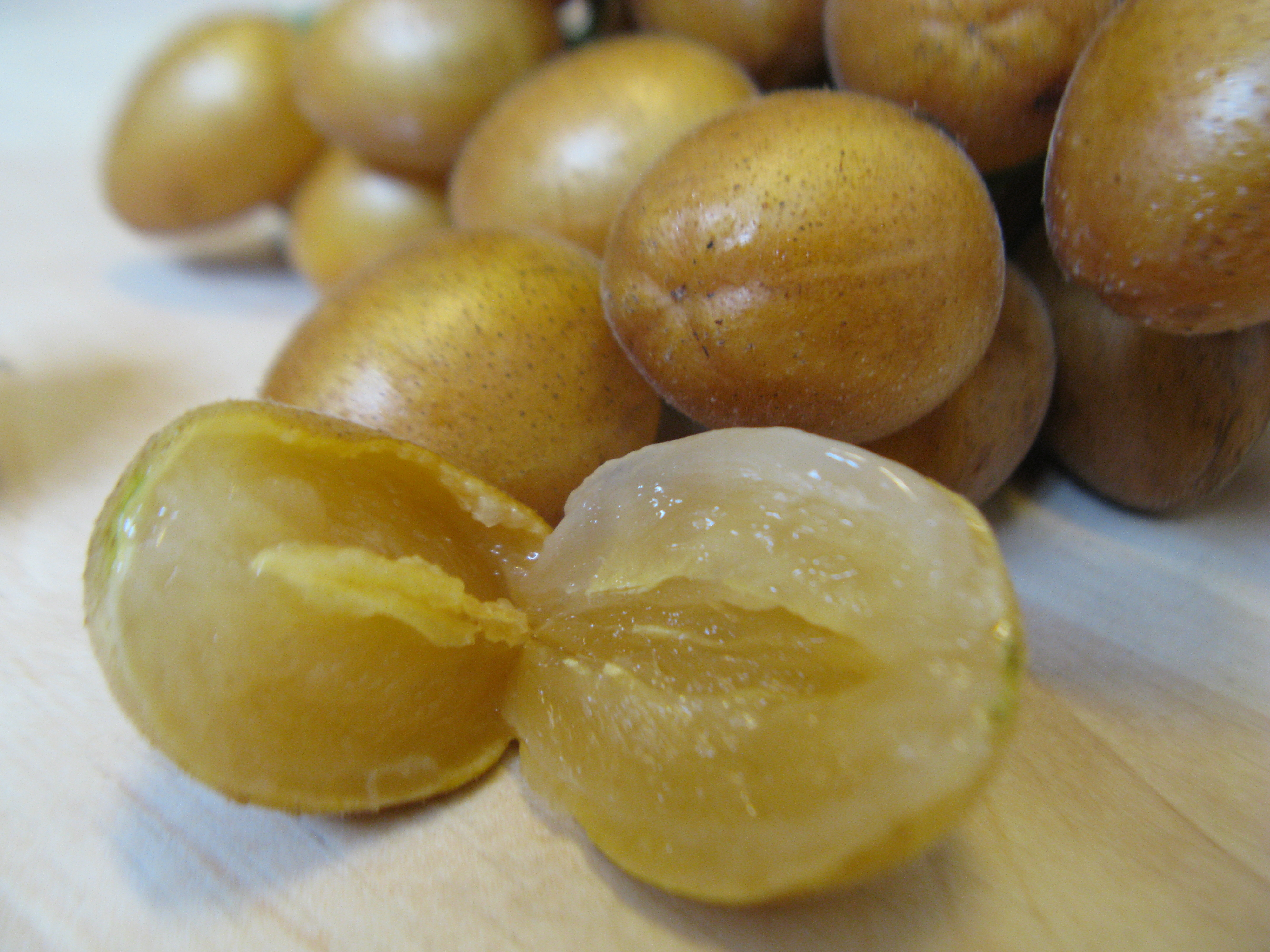
Fruit ouvert, débarrassé de ses graines.